# نانسی دانکل
نانسی دانکل (انگلیسی: Nancy Dunkle؛ زادهٔ ۱۰ ژانویهٔ ۱۹۵۵) ورزشکار بسکتبال اهل ایالات متحده آمریکا است.
وی در مسابقات کشوری و بین‌المللی در مجموع برندهٔ ۱ مدال طلا، ۲ مدال نقره شده‌است.